# 炮棋
炮棋，或稱翻山棋，是中國、朝鮮半島的兩人棋類，吃法類似中國象棋的砲的吃法，越南有類似的南定炮棋。

## 棋具
- 棋盤為四乘四縱橫線交叉，共十六個棋點。

- 棋子各方有八枚，以兩色各代表一方。

## 規則
- 初始布置為己棋置於己方的最底線與次底線。

- 每方輪流動一己棋，沿縱橫線移動一格；或是跳過鄰點的一枚己棋到同一直線有敵棋在的次鄰點，並把該敵棋移出棋盤。

- 將對方棋子剩下一枚即獲勝[1][2]。

## 變體
壯族的炮棋，是每方只有六枚棋子，各布置置於己方的最底線與次底線左右側，無論何種行動，當己棋進入同實線兩枚敵棋的空鄰點，將該兩枚敵棋移出棋盤，其餘相同。